# Login

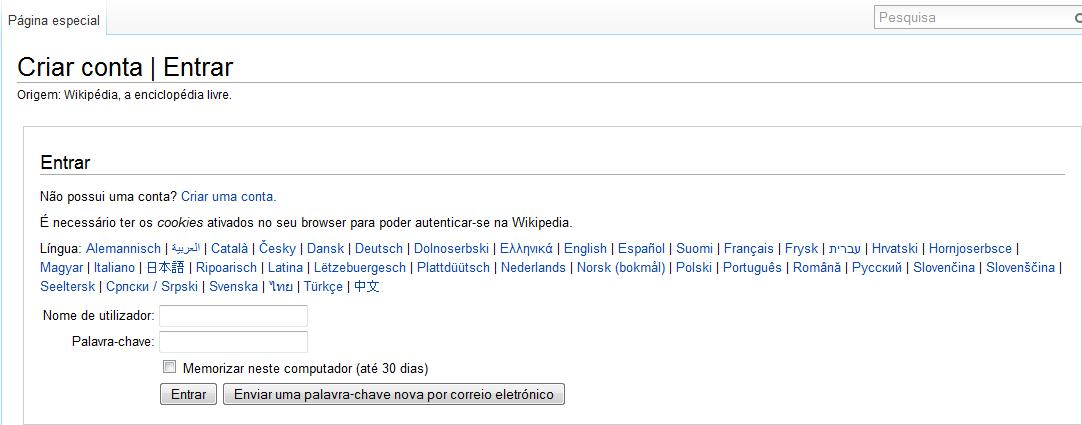
Página de login da Wikipedia lusófona.

Em termos informáticos, login (derivado do inglês log in) ou logon ou signin, é o processo para acessar um sistema informático restrito feita através da autenticação ou identificação do utilizador, usando credenciais previamente cadastradas no sistema por esse utilizador. Essas credenciais são normalmente constituídas por um nome-de-usuário (do inglês username) ou identificador e uma palavra-passe (do inglês password) ou senha.
Em sistemas de maior segurança ocorre o processo de registro de toda a navegação do usuário pelo sistema no log de dados; origem do termo técnico log + in, processo de entrar num sistema de log e ficar todo o histórico do usuário registrado.
Acender em um sistema informático restrito, cujo normalmente possui informações privilegiadas e/ou privadas e até permissões de administração da conta de usuário com que o login foi feito, ou até administração do próprio sistema.
Um login por questões de segurança de dados deve ser único para cada utilizador. Uma vez logado (derivado do inglês logged) o utilizador poderá sair ou desligar-se do sistema efetuando o logout ou logoff (do inglês log out ou log off), o que terminará a sua sessão de acesso a esse sistema e o encerramento do registro no log de dados.

## Criptografia
A maioria dos sistemas informáticos atuais (incluindo websites) recorrem à criptografia para tornarem mais seguro o acesso à áreas restritas. A criptografia permite ao sistema encriptar determinadas informações privadas, tais como o nome-do-usuário e senha, de modo que fiquem codificadas e possam apenas ser compreendidas pelo próprio sistema.
A encriptação utiliza algoritmos para codificar o texto e transformá-lo num conjunto de caracteres ilegíveis para o ser humano. Existem diversos algoritmos disponíveis para uso, específicos à sua própria linguagem de programação. No entanto, caso o programador ou administrador do sistema assim entenda, é possível criar algoritmos próprios e específicos para cada projeto.

## Sessão de Login
uma sessão de login é o período de atividade de um usuário entrar e sair de um sistema.
Em sistemas operacionais Unix, uma sessão de login possui duas formas principais:
- Quando uma interface de linha de comando (CLI) ou interface textual, no Unix chamado "console de usuário",  é iniciada, uma sessão de login é representada como uma sessão de kernel - uma coleção de grupos de processos com a ação de logout gerenciada por um líder de sessão.
- Quando uma "interface gráfica do usuário" (GUI), no Unix chamado de "gerenciador de exibição X" (XDM, do inglês X-Display Manager), é iniciado, uma sessão de login é considerada como sendo a vida útil de um processo de usuário designado, que o gerenciador invoca.

Em sistemas baseados no Windows NT, sessões de login são mantidas pelo kernel e o controle delas são da competência da segurança local do Serviço de Subsistema de Autoridade (LSA). O winlogon responde à tecla de atenção segura, solicita o LSA para criar sessões de login após o login e encerra todos os processos pertencentes a uma sessão de login no logout.